# Abraham Zapruder
Abraham Zapruder (15 de mayo de 1905 - 30 de agosto de 1970) fue un ciudadano Rusoestadounidense que el 22 de noviembre de 1963 filmó el paso del presidente estadounidense John F. Kennedy a través de la plaza Dealey (en Dallas) y, consecuentemente, su asesinato. La película que filmó es la única que registró el hecho casi en su totalidad y es, probablemente, la película doméstica más vista y examinada de la historia.

## Origen
Abraham Zapruder nació en una familia ruso-judía de la ciudad de Kóvel en Ucrania, entonces perteneciente al Imperio ruso. Recibió cuatro años de educación formal en Rusia.

## Exilio a Estados Unidos
En 1920 en medio de la Guerra civil rusa, emigró a Estados Unidos asentándose en Brooklyn (Nueva York).
Se casa con su esposa Lillian en 1933, y tiene dos hijos. En 1941, se mudó a Dallas para trabajar en la industria de la confección cofundando una compañía llamada Nardis con Jeanne LeGon. Jeanne LeGon diseñaba la ropa y Abraham Zapruder cortaba los patrones diseñados. En 1959 la sociedad se rompe cuando Jeanne LeGon contrae matrimonio con George de Mohrenschildt. Zapruder establece su propia compañía de ropas de mujer. Tiene dos subsidiarias, Chalet y Jennifer Jr.'s. Sus oficinas están justo en el Dal-Tex Building, en la plaza Dealey, muy próximas al Texas School Book Depository, el edificio desde el que disparó Lee H. Oswald.

## Filmación del asesinato de Kennedy

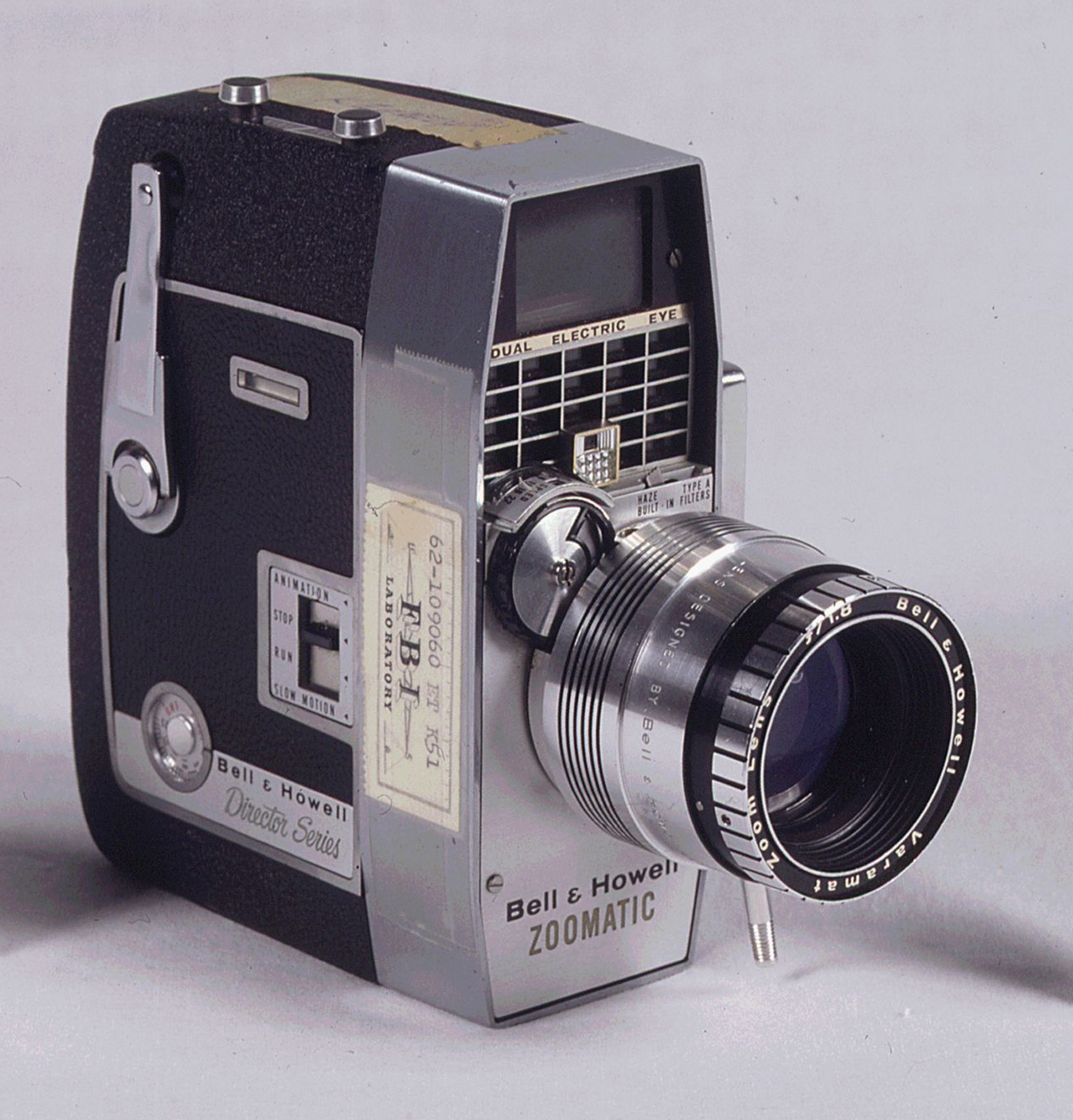
La cámara de Abraham Zapruder.

El 22 de noviembre de 1963, Zapruder filmó la caravana del presidente John F. Kennedy. Lo hizo desde lo alto de uno de los pilares próximo a la pérgola de la Plaza Dealey. La película de color de Zapruder muestra cuando el presidente es impactado y forma parte de la investigación oficial. Zapruder filmó con una cámara Bell & Howell de 8 mm. Hizo tres copias. La primera la retiró el Servicio Secreto. La segunda la vendió inicialmente por 50 000 dólares a Life-Time que, tras examinarla, amplió la compra hasta 150 000 dólares para hacerse con todos los derechos de explotación, iniciando la publicación de fotos individuales a la vez que impidió que la totalidad de la película fuera vista completamente durante años. Posteriormente, tras el fallecimiento de Zapruder en 1970, Time-Life cedió todos los derechos de la película a su familia por el precio simbólico de un dólar.

## Testificación ante la Comisión Warren
El abogado de la comisión, Wesley Liebeler, le preguntó a Zapruder por su impresión con respecto a la dirección de los disparos:

Zapruder: No, había demasiada reverberación. Hubo un eco que me generó un sonido por todas partes. En otras palabras, esa plaza genera un tipo de sonido multidireccional.

Zapruder añadió que había supuesto que los disparos provenían de detrás de él porque la cabeza del presidente se inclinó hacia atrás tras el disparo mortal, y también porque la herida en el costado de la cabeza del presidente estaba orientada en esa dirección. Creía que era porque los agentes de policía corrieron hacia la zona situada detrás de él.

## Muerte
Abraham Zapruder murió debido a un cáncer de estómago en Dallas el 30 de agosto de 1970.